# Sanctuaire de Las Lajas
Pour les articles homonymes, voir Las Lajas et basilique Notre-Dame-du-Rosaire.
Le sanctuaire de Las Lajas, ou basilique Notre-Dame-du-Rosaire, est un lieu de culte et de pèlerinage de l'Église catholique situé dans le canyon formé par le río Guáitara, à 7 km de la ville d'Ipiales, dans le département de Nariño, au sud de la Colombie à la frontière équatorienne. C'est, depuis le XVIIIe siècle, un des centres de pèlerinage les plus importants d'Amérique du Sud. L'Église catholique lui reconnaît les statuts de sanctuaire national depuis 1927 et de basilique mineure depuis 1954.

## Historique
L'église néogothique est construite à cheval sur des gorges,, à l'endroit même où une petite fille muette a retrouvé par miracle la parole. Construite entre janvier 1916 et août 1949, elle a remplacé une église qui datait du XIXe siècle et devient basilique en 1954.
Le chemin qui accède à cet endroit est couvert de milliers d'ex-voto pour motifs divers.
En 2007, le journal El Tiempo, l'un des principaux journaux de Colombie, organise un concours pour choisir les 7 merveilles de la Colombie, et le sanctuaire de Las Lajas obtient la deuxième place, seulement dépassé par la cathédrale de sel de Zipaquirá.

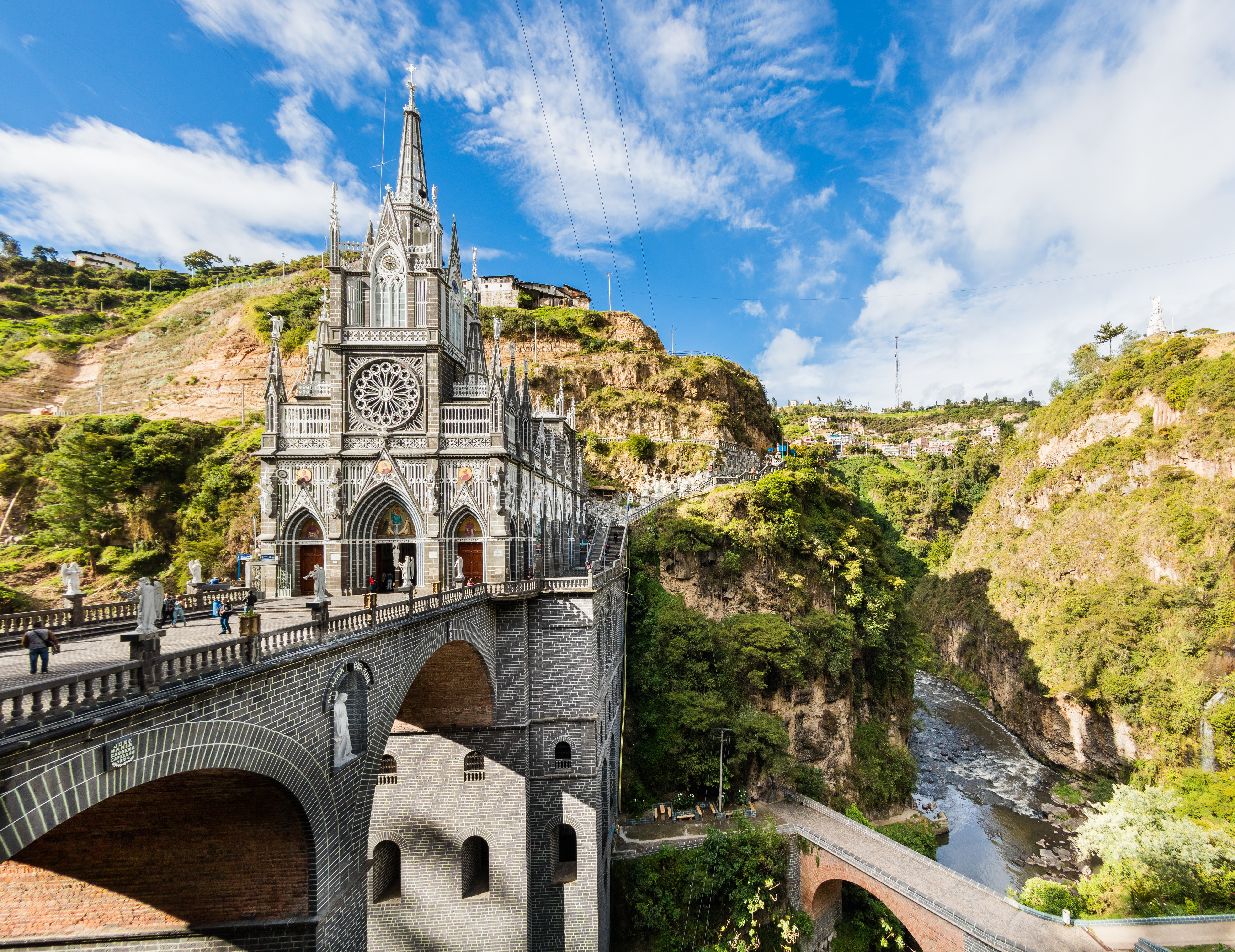
Vue frontale.
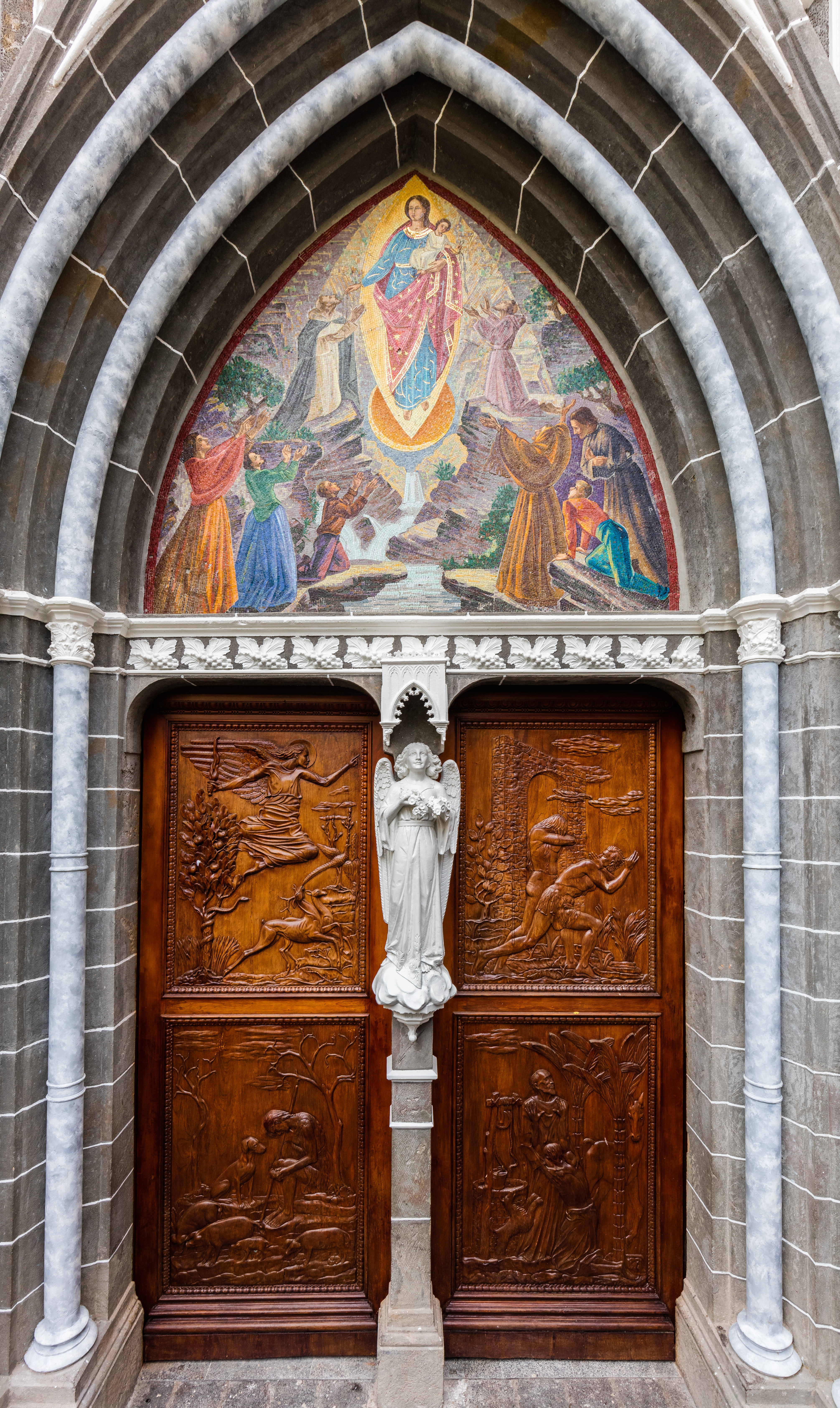
Entrée.
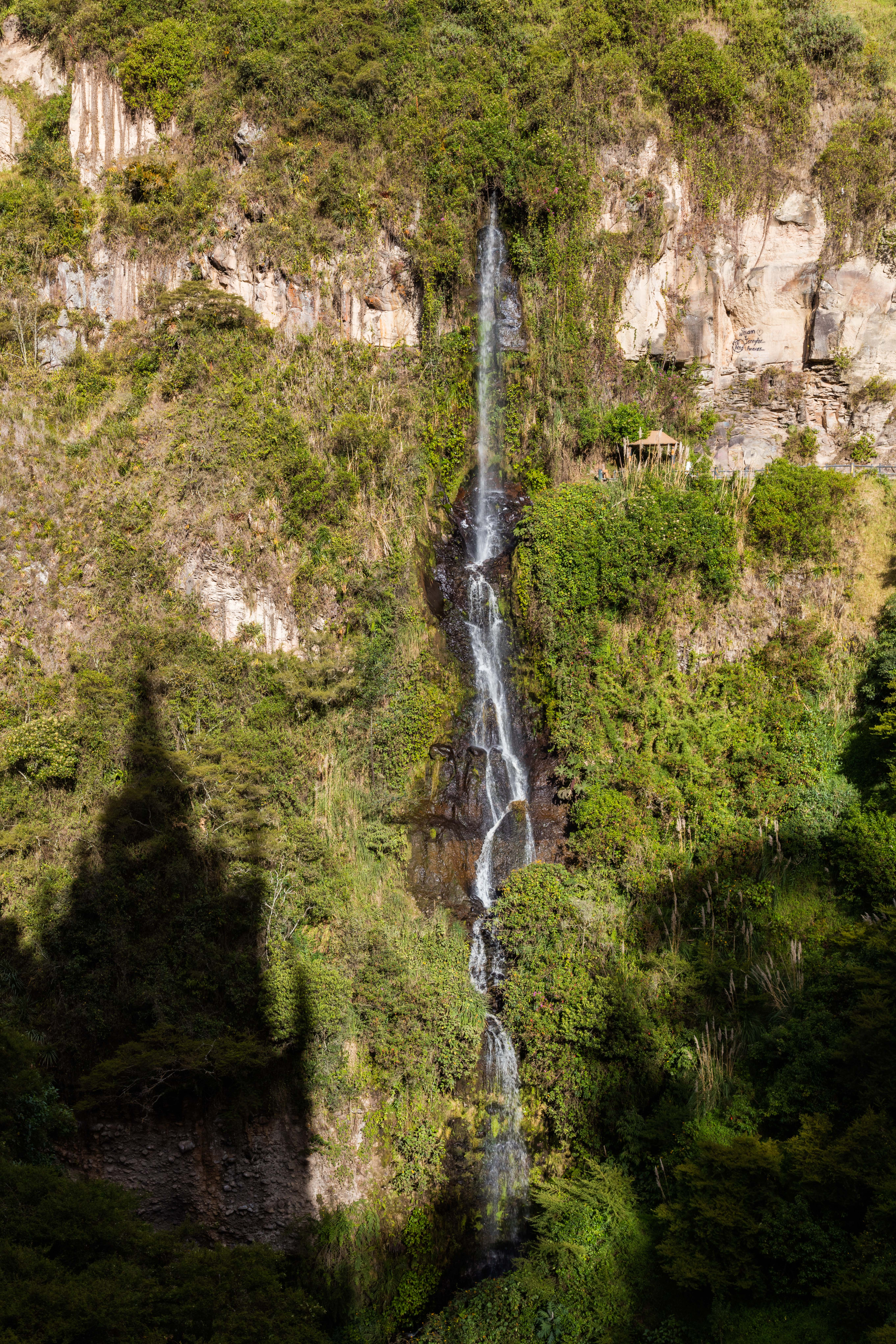
Cascade de Las Lajas.
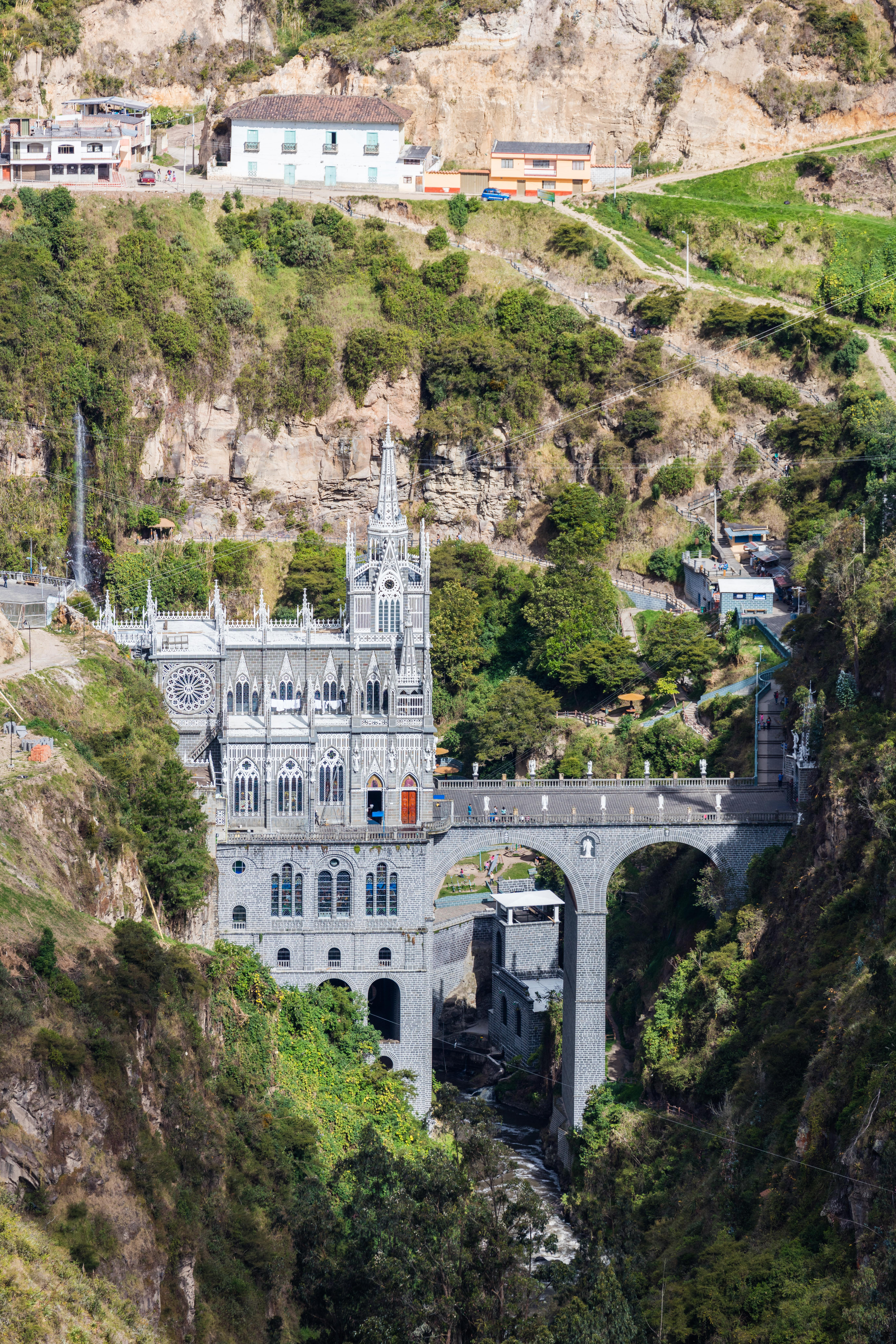
Vue du sanctuaire au sein du canyon.
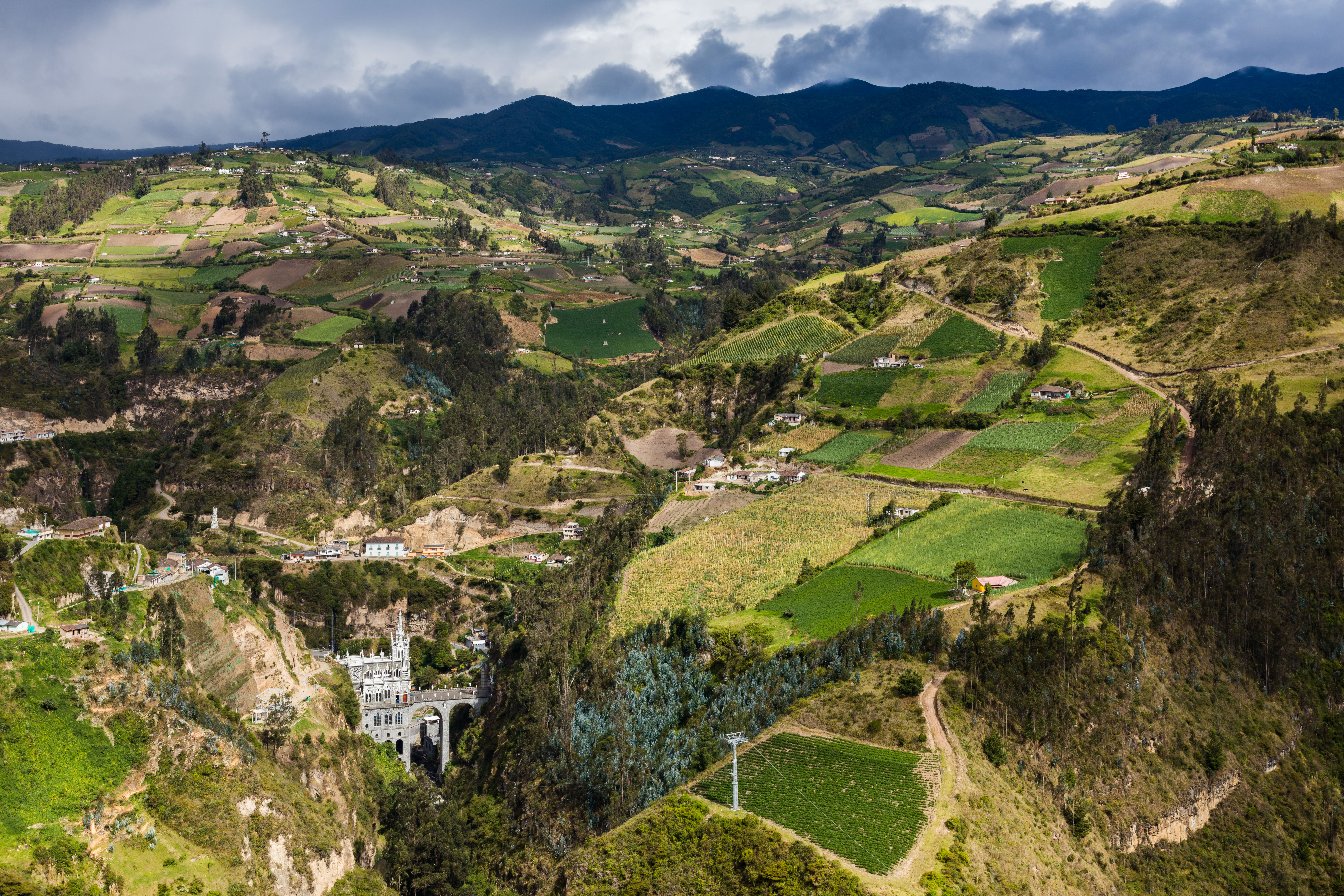
Le sanctuaire dans son paysage.